# Паладрю
Паладрю́ (фр. Paladru) — колишній муніципалітет у Франції, у регіоні Овернь-Рона-Альпи, департамент Ізер. Населення — 1130 осіб (2011).
Муніципалітет був розташований на відстані близько 450 км на південний схід від Парижа, 65 км на південний схід від Ліона, 35 км на північний захід від Гренобля.

## Історія
До 2015 року муніципалітет перебував у складі регіону Рона-Альпи. Від 1 січня 2016 року належав до нового об'єднаного регіону Овернь-Рона-Альпи.
1 січня 2017 року Паладрю і Ле-Пен було об'єднано в новий муніципалітет Віллаж-дю-Лак-де-Паладрю.

## Демографія
Динаміка населення (INSEE ):
Розподіл населення за віком та статтю (2006):
| Стать | Всього | До 15 років | 15-24 | 25-44 | 45-64 | 65-85 | Понад 85 |
| --- | ------ | ----------- | ----- | ----- | ----- | ----- | -------- |
| Чоловіки | 486    | 68          | 80    | 137   | 124   | 77    | 0        |
| Жінки | 526    | 100         | 88    | 144   | 121   | 69    | 4        |
| \| Статево-вікова піраміда \| Статево-вікова піраміда \| Статево-вікова піраміда \| \| ----------------------- \| ----------------------- \| ----------------------- \| \| Чоловіки \| Вік \| Жінки \| \| 0 \| 85 + \| 4 \| \| 16 \| 80-84 \| 12 \| \| 8 \| 75-79 \| 32 \| \| 13 \| 70-74 \| 16 \| \| 40 \| 65-69 \| 9 \| \| 28 \| 60-64 \| 20 \| \| 32 \| 55-59 \| 24 \| \| 32 \| 50-54 \| 52 \| \| 32 \| 45-49 \| 25 \| \| 44 \| 40-44 \| 44 \| \| 37 \| 35-39 \| 56 \| \| 28 \| 30-34 \| 32 \| \| 28 \| 25-29 \| 12 \| \| 56 \| 20-24 \| 32 \| \| 24 \| 15-20 \| 56 \| \| 20 \| 10-14 \| 44 \| \| 28 \| 5-9 \| 24 \| \| 20 \| 0-4 \| 32 \| |        |             |       |       |       |       |          |
| Статево-вікова піраміда |        |             |       |       |       |       |          |
| Чоловіки | Вік    | Жінки       |       |       |       |       |          |
| 0 | 85 +   | 4           |       |       |       |       |          |
| 16 | 80-84  | 12          |       |       |       |       |          |
| 8 | 75-79  | 32          |       |       |       |       |          |
| 13 | 70-74  | 16          |       |       |       |       |          |
| 40 | 65-69  | 9           |       |       |       |       |          |
| 28 | 60-64  | 20          |       |       |       |       |          |
| 32 | 55-59  | 24          |       |       |       |       |          |
| 32 | 50-54  | 52          |       |       |       |       |          |
| 32 | 45-49  | 25          |       |       |       |       |          |
| 44 | 40-44  | 44          |       |       |       |       |          |
| 37 | 35-39  | 56          |       |       |       |       |          |
| 28 | 30-34  | 32          |       |       |       |       |          |
| 28 | 25-29  | 12          |       |       |       |       |          |
| 56 | 20-24  | 32          |       |       |       |       |          |
| 24 | 15-20  | 56          |       |       |       |       |          |
| 20 | 10-14  | 44          |       |       |       |       |          |
| 28 | 5-9    | 24          |       |       |       |       |          |
| 20 | 0-4    | 32          |       |       |       |       |          |

## Економіка
2010 року серед 694 осіб працездатного віку (15—64 років) 537 були активними, 157 — неактивними (показник активності 77,4%, у 1999 році було 71,5%). З 537 активних мешканців працювало 488 осіб (259 чоловіків та 229 жінок), безробітними було 49 (27 чоловіків та 22 жінки). Серед 157 неактивних 44 особи були учнями чи студентами, 68 — пенсіонерами, 45 були неактивними з інших причин.

У 2010 році в муніципалітеті числилось 469 оподаткованих домогосподарств, у яких проживали 1149,5 особи, медіана доходів виносила 19 759 євро на одного особоспоживача